# Eudyptula
Eudyptula es un género de aves sphenisciformes, generalmente considerado monotípico, siendo su único componente viviente la especie Eudyptula minor. Contra lo anterior, se han propuesto como especies diferenciadas a E. m. novaehollandiae y a E. albosignata, que generalmente se consideran subespecies de E. minor.
Eudyptula es el género conocido como los pingüinos pequeños, pingüinos menores, pingüino azul pequeño, o pingüino hada. En maorí son denominados korora. 

## Taxonomía
Generalmente se reconoce un solo miembro viviente en el género, además de un taxón extinto.
- Eudyptula minor (Forster, 1781): Pingüino azul, distribuido en Nueva Zelanda y Australia
- † Eudyptula wilsonae Thomas, Tennyson, Marx & Ksepka, 2023

Durante mucho tiempo las poblaciones de la Península de Banks, la isla Motunau y la costa de norte de Canterbury, caracterizadas por tener un tono grisáceo y tonos más claros en las patas, se les consideraba como una especie separada de Eudyptula minor (E. albosignata) o una subespecie de la misma (E. m. albosignata).
En 2008, Hadoram Shirihai propuso que tanto E minor y E. albosignata se podían considerar aloespecies. Sin embargo, estudios moleculares han mostrado que este no se diferencia lo suficiente de Eudyptula minor como para considerarse un taxón independiente.
Desde el año 2012, la UICN y BirdLife International consideran a esta población como una variedad polimórfica de distribución regional del Eudyptula minor.